# Unión Europea de Gimnasia
La Unión Europea de Gimnasia (UEG) es la organización que se dedica a regular las normas de la gimnasia como deporte a nivel competitivo en Europa, así como de celebrar periódicamente competiciones y eventos en cada una de sus disciplinas. Es una de las cuatro organizaciones continentales de la Federación Internacional de Gimnasia.
Fue fundada el 27 de marzo de 1982 en la Ciudad de Luxemburgo por 15 países europeos: Bélgica, Dinamarca, España, Francia, el Reino Unido, los Países Bajos, Italia, Luxemburgo, Noruega, Portugal, la RFA, San Marino, Suecia, Suiza y Turquía. Actualmente tiene su sede en Lausana (Suiza) y cuenta con la afiliación de 48 federaciones nacionales.

## Eventos
Los principales eventos a cargo de la UEG son:
- Campeonato Europeo de Gimnasia Artística
- Campeonato Europeo de Gimnasia Rítmica
- Campeonato Europeo de Gimnasia Acrobática

## Organización
La estructura jerárquica de la unión está conformada por el presidente y los Vicepresidentes, el director general, el Congreso (efectuado cada dos años), el Comité Ejecutivo, el Consejo y el Comité Técnico.

### Presidentes
| N.º | Periodo     | Nombre                  | País     |
| --- | ----------- | ----------------------- | -------- |
| 1   | 1982 – 1993 | Pierre Chabloz          | Suiza    |
| 2   | 1994 – 2004 | Klaus Lotz              | Alemania |
| 3   | 2004 – 2009 | Dimitrios Dimitropoulos | Grecia   |
| 4   | 2010 –      | Georges Guelzec         | Francia  |

## Federaciones nacionales
En 2016 la UEG cuenta con la afiliación de 48 federaciones nacionales.
| N.º | País                | Federación                                   | Página web                                                                             |
| --- | ------------------- | -------------------------------------------- | -------------------------------------------------------------------------------------- |
| 1   | Albania             | Federación Albanesa de Gimnasia              |                                                                                        |
| 2   | Alemania            | Deutscher Turner-Bund                        | http://www.dtb-online.de/                                                              |
| 3   | Andorra             | Federació Andorrana de Gimnàstica            |                                                                                        |
| 4   | Armenia             | Federación Armenia de Gimnasia               |                                                                                        |
| 5   | Austria             | Österreichischer Fachverband für Turnen      | http://www.oeft.at/                                                                    |
| 6   | Azerbaiyán          | Federación Azerbaiyana de Gimnasia           | http://agf.az/license.asp Archivado el 19 de octubre de 2013 en Wayback Machine.       |
| 7   | Bélgica             | Fédération Royal Belge de Gymnastique        | http://www.gymfed.be/                                                                  |
| 8   | Bielorrusia         | Asociación Bielorrusa de Gimnasia            | http://www.bga.by/rus/rhythmic/team/                                                   |
| 9   | Bulgaria            | Federación Búlgara de Gimnasia               |                                                                                        |
| 10  | Chipre              | Federación Chipriota de Gimnasia             |                                                                                        |
| 11  | Croacia             | Hrvatski gimnastički savez                   | http://www.hgs.hr/                                                                     |
| 12  | Dinamarca           | Danmarks Gymnastik Forbund                   | http://www.dgf.dk/                                                                     |
| 13  | Eslovaquia          | Federación Eslovaca de Gimnasia              |                                                                                        |
| 14  | Eslovenia           | Federación Eslovena de Gimnasia              | http://www.gimnasticna-zveza.si/Arhiv-novic.aspx                                       |
| 15  | España              | Real Federación Española de Gimnasia         | http://www.rfegimnasia.com/                                                            |
| 16  | Estonia             | Federación Estona de Gimnasia                | http://www.eevl.ee/iluvoimlemine                                                       |
| 17  | Finlandia           | Federación Finlandesa de Gimnasia            | http://www.voimistelu.fi/                                                              |
| 18  | Francia             | Fédération Française de Gymnastique          | http://www.ffgym.com/                                                                  |
| 19  | Georgia             | Federación Nacional Georgiana de Gimnasia    |                                                                                        |
| 20  | Grecia              | Federación Helénica de Gimnasia              | http://www.gymnastics.gr/                                                              |
| 21  | Hungría             | Magyar Torna Szövetség                       | https://web.archive.org/web/20081218085707/http://www.tornasport.hu/                   |
| 22  | Irlanda             | Irish Gymnastics                             | http://www.gymnasticsireland.com/about/what-is-gymnastics                              |
| 23  | Islandia            | Federación Islandesa de Gimnasia             |                                                                                        |
| 24  | Israel              | Federación Israelita de Gimnasia             | https://web.archive.org/web/20130927064217/http://gym.org.il/inner.asp?id=1            |
| 25  | Italia              | Federazione Ginnastica d'Italia              | https://web.archive.org/web/20070527174447/http://www.federginnastica.it/html/home.php |
| 26  | Kosovo              | Federación Kosovar de Gimnasia               |                                                                                        |
| 27  | Letonia             | Federación Letona de Gimnasia                |                                                                                        |
| 28  | Liechtenstein       | Federación de Gimnasia de Liechtenstein      |                                                                                        |
| 29  | Lituania            | Federación Lituana de Gimnasia               |                                                                                        |
| 30  | Luxemburgo          | Fédération Luxembourgeoise de Gymnastique    |                                                                                        |
| 31  | Macedonia del Norte | Federación de Gimnasia de Macedonia          |                                                                                        |
| 32  | Malta               | Federación Maltesa de Gimnasia               |                                                                                        |
| 33  | Moldavia            | Federación Moldava de Gimnasia               |                                                                                        |
| 34  | Mónaco              | Fédération Monégasque de Gymnastique         |                                                                                        |
| 35  | Noruega             | Norges Gymnastikk- og Turnforbund            | https://web.archive.org/web/20091126153725/http://www.gymogturn.no/t2.asp              |
| 36  | Países Bajos        | Koninklijke Nederlandse Gymnastiek Federatie |                                                                                        |
| 37  | Polonia             | Polski Związek Gimnastyczny                  | http://www.pzg.pl/ Archivado el 29 de enero de 2008 en Wayback Machine.                |
| 38  | Portugal            | Federação de Ginástica de Portugal           | http://www.gympor.com/                                                                 |
| 39  | Reino Unido         | British Gymnastics                           | http://www.british-gymnastics.org/                                                     |
| 40  | República Checa     | Česká gymnastická federace                   | http://gymnastika.cstv.cz/                                                             |
| 41  | Rumania             | Federaţia Română de Gimnastica               |                                                                                        |
| 42  | Rusia               | Federación Rusa de Gimnasia                  |                                                                                        |
| 43  | San Marino          | Federazione Sammarinese Ginnastica           | http://www.federginnasticasanmarino.com/atlete.php                                     |
| 44  | Serbia              | Federación Serbia de Gimnasia                |                                                                                        |
| 45  | Suecia              | Svenska Gymnastikförbundet                   | http://www.gymnastik.se/                                                               |
| 46  | Suiza               | Schweizerischer Turnverband                  | http://www.stv-fsg.ch/                                                                 |
| 47  | Turquía             | Federación Turca de Gimnasia                 | http://www.tcf.gov.tr/tr/                                                              |
| 48  | Ucrania             | Federación Ucraniana de Gimnasia             | https://web.archive.org/web/20190921172259/http://www.ukraine-rg.com/                  |